# Căsătorie cu repetiție
Căsătorie cu repetiție este un film de comedie românesc din 1985, regizat de Virgil Calotescu. El este o continuare a filmului Buletin de București (1983). Rolurile principale sunt interpretate de actorii Mircea Diaconu, Catrinel Dumitrescu, Draga Olteanu-Matei, Octavian Cotescu și Mitică Popescu.

## Rezumat
Filmul începe cu câteva secvențe prezentate în alb-negru și cu intertitluri care rezumă evenimentele din filmul Buletin de București. Tânăra ingineră Silvia Popescu (Catrinel Dumitrescu) se căsătorise cu taximetristul Radu Petrescu (Mircea Diaconu), fost jucător internațional de handbal poreclit „Stânga de Aur”, pentru a obține buletin de București și a primi astfel post în capitală. Nereușind să obțină un post în București, Silvia divorțează și se prezintă apoi la postul de inginer agronom din Bolintin. După un an, Radu, care absolvise la seral Facultatea de Medicină Veterinară, este repartizat în aceeași comună.
Silvia trimisese o telegramă părinților ei, Costică (Octavian Cotescu) și Eleonora (Draga Olteanu-Matei), chemându-i să vină la Bolintin cât mai urgent pentru că-și amenajează locuința cu două camere primită de la stat. După câteva zile în care a locuit provizoriu prin alte locuri, Radu a primit temporar o cameră în apartamentul Silviei. Silvia este surprinsă de sosirea lui Radu cu atât mai mult cu cât nu știa că acesta era medic veterinar. Ea le trimite părinților ei (cărora nu le spusese că a divorțat) o altă telegramă în care îi roagă să nu mai vină pentru că urmează să plece cu Radu în delegație. Părinții încurcă telegramele între ele și decid să plece urgent la Bolintin. Deoarece Costică nu-și terminase treaba, Eleonora pleacă împreună cu cumnatul ei, Mitică (Mitică Popescu), fratele soțului ei și fost intendent la liceu.
Între timp, Silvia pusese pe cineva să zidească intrarea din camera ei în camera lui Radu. Tot ea răspândește vestea că veterinarul ar fi îndrăgostit de Getuța Ganea (Roxana Guttman), gestionara de la Supercoop, iar aceasta din urmă își anunță părinții (interpretați de Aurel Giurumia și Rodica Popescu-Bitănescu). Mergând la nea Ganea pentru a vedea vaca familiei, Radu este primit de părinții Getuței cu brațele deschise, fiindu-i arătată zestrea fetei.
Dupa o perioadă de tatonări, relația între cei doi devine mai bună. Sosirea coanei Eleonora și a unchiului Mitică o surprinde pe Silvia, iar Radu nu apucă să spună că au divorțat. Silvia îi propune lui Radu să se împace, iar veterinarul acceptă. Surprizându-i pe cei doi foști soți dormind împreună, Serafica (Rodica Mandache) o anunță pe primărița comunei (Mariana Cercel). Primărița și președintele CAP-ului (Costel Constantin) îl convoacă pe Radu la sediul primăriei, învinuindu-l de abateri de la morală pentru că întreținea relații neprincipiale cu inginera. Veterinarul scoate atunci certificatul de căsătorie, iar primărița îl felicită, numindu-l un „cadru de nădejde”. El afirmă că nu a spus că este căsătorit pentru că era certat cu soția sa, atunci când a sosit în comună, dar între timp s-au împăcat.
Coana Eleonora și unchiul Mitică distrug cu un baros zidul care bloca accesul între cele două camere. Dându-și seama că se iubesc, cei doi foști soți hotărăsc să se recăsătorească. Radu îl duce pe unchiul Mitică la restaurant și îi cere mâna Silviei, spunându-i că i-a plăcut să se căsătorească și mai vrea să o mai facă o dată. Unchiul îi răspunde că își dă consimțământul de câte ori va fi nevoie. Radu îi cere consimțământul și coanei Eleonora; după ce își revine din leșin, ea cere organizarea căsătoriei cât mai curând, trimițându-i o telegramă lui Costică să vină de urgență.
Anii trec, iar Radu și Silvia au împreună trei copii mari (o fată și doi băieți), pe care tatăl îi învață să joace handbal. Poștașul aduce o telegramă în care Eleonora și Costică cereau să li se trimită o fotografie cu întreaga familie. Cei doi soți le trimit fotografia și îi roagă să treacă pe la ei în vizită.

## Distribuție
- Mircea Diaconu — medicul veterinar Radu Petrescu, fost handbalist
- Catrinel Dumitrescu — ing. agronom Silvia Popescu, fosta soție a lui Radu
- Draga Olteanu-Matei — Eleonora Popescu, mama Silviei
- Octavian Cotescu — Constantin (Costică) Popescu, tatăl Silviei
- Mitică Popescu — Mitică Popescu, fratele lui Costică, intendent pensionar
- Rodica Mandache — tehniciana Serafica, prietena Silviei
- Radu Gheorghe — profesorul de muzică
- Costel Constantin — președintele CAP-ului „Biruința”
- Mariana Cercel — primărița comunei
- Vasile Nițulescu — grăjdarul Ion
- Nae Lăzărescu — paznicul primăriei
- Mariana Calotescu — bibliotecara Vetuța
- Geo Saizescu — nea Gică de la Primărie
- Nicolae Manolache
- Rodica Popescu Bitănescu — Gherghina, mama Getuței
- Ernest Maftei — călătorul bătrân din tren
- Aurel Giurumia — nea Ganea, tatăl Getuței
- Julieta Strâmbeanu
- Dumitru Rucăreanu — impiegatul de la gara rurală
- Viorica Hodel
- Temistocle Popa
- Dumitru Dimitrie
- Ion Arcudeanu — vizitiul căruței CAP-ului
- Roxana Guttman — Getuța Ganea, gestionara de la magazinul Supercoop (menționată Roxana Ionescu)
- Victoria Dobre-Timonu (menționată Victorița Dobre)
- Vasile Muraru — grăjdar (menționat Vasile Murariu)
- Maria Ștefănescu
- Dumitru Ghiuzelea
- Doina Oancea
- Petrica Stăncuț
- George Deduianu
- Lucreția Pătrașcu
- Constanța Bîrzan
- Vasile Luca
- Dana Mladin — copil
- Robert Iordache — copil
- Dragoș Vasilescu — copil
- Mihai Pavlovici — copil
- Andrei Duban — copilul din tren

## Producție
Filmul a fost realizat în studiourile Centrului de Producție Cinematografică București. Regizor secund a fost Mariana Calotescu, soția lui Virgil Calotescu, iar operator filmări combinate Nora Irimescu. Redactor muzical a fost Valentin Curocichin. Muzica este interpretată de Orchestra de Jazz a Radioteleviziunii Române dirijată de Cornel Popescu. Melodia „Unde ești, draga mea din București?” este cântată de Luigi Ionescu.

## Recepție
Filmul Căsătorie cu repetiție a avut parte de un mare succes la public, fiind vizionat de 3.530.113 de spectatori la cinematografele din România, după cum atestă o situație a numărului de spectatori înregistrat de filmele românești de la data premierei și până la data de 31.12.2007 alcătuită de Centrul Național al Cinematografiei.
Criticii de film au afirmat că filmul a avut un scop propagandistic, realizat la comanda politică a conducerii statului. Astfel, la sfârșitul deceniului 7 al secolului al XX-lea, tinerii absolvenți de facultate primesc repartiții la țară, refuzându-li-se posturi în orașele mari, în urma unui decret al președintelui țării. Ca urmare, a devenit necesară realizarea de filme prin care să li se inoculeze tinerilor absolvenți ideea că viața la țară este frumoasă, iar satisfacțiile profesionale sunt mari. Toamna bobocilor (1975) a reprezentat un început de drum în tratarea acestui subiect, fiind urmată de filme ca Iarna bobocilor (1977), Buletin de București (1983), Căsătorie cu repetiție (1985) și Primăvara bobocilor (1987).
În „Istoria filmului românesc (1897-2000)”, criticul Călin Căliman explica succesul filmului prin scenariul comic al lui Francisc Munteanu, recitalurile fermecătoare oferite de Mircea Diaconu și Catrinel Dumitrescu și intermezzo-urilor cuplului de părinți Draga Olteanu Matei - Octavian Cotescu.
Criticul Tudor Caranfil a dat filmului o stea din cinci și a făcut următorul comentariu: „Victimă a unei căsătorii de conveniență, divorțații din Buletin de București se reîntâlnesc, din întâmplare, sunt cazați în aceeași cameră, tot din întâmplare, întemeind o familie model, în modul cel mai întâmplător. Continuând precedentul succes, eroii principali nu mai găsesc altceva de făcut decât să se recăsătorească, așa cum ne promite titlul. Iar interpreții sunt repuși în situațiile din filmul precedent pentru a face ceea ce așteaptă de la ei publicul, pe o tramă superficial vioaie, la nivelul unui colaj de momente TV. Secv. rapel: rezumatul primei părți, din prolog, tratat în maniera unei comedii mute.”

## DVD
Ziarul Adevărul și ghidul „Adevărul TV” au fost distribuite la 12 iunie 2009 împreună cu DVD-ul cu filmul Căsătorie cu repetiție care a fost inclus în seria „Mari Comedii Românești”.